# Mikael Öhman
Mikael Lennart Öhman född 3 november 1972, är en svensk innebandytränare. Han är huvudtränare och sportchef i Djurgårdens IF i allsvenskan och förbundskapten för det Ukrainska herrlandslaget från 2019.